# Challenger de Poznań 2015
El torneo Poznań Open 2015 es un torneo profesional de tenis. Pertenece al ATP Challenger Series 2015. Se disputó su 12.ª edición sobre superficie tierra batida, en Poznań, Polonia entre el 11 y el 19 de julio de 2015.

## Jugadores participantes del cuadro de individuales
| Favorito | País                | Jugador                 | Rank1 | Posición en el torneo |
| -------- | ------------------- | ----------------------- | ----- | --------------------- |
| 1        | Bandera de España   | Pablo Carreño Busta     | 67    | CAMPEÓN               |
| 2        | Bandera de Brasil   | João Souza              | 81    | Primera ronda         |
| 3        | Bandera de Francia  | Lucas Pouille           | 96    | Semifinales           |
| 4        | Bandera de Moldavia | Radu Albot              | 108   | FINAL                 |
| 5        | Bandera de España   | Daniel Muñoz de la Nava | 109   | Primera ronda         |
| 6        | Bandera de Alemania | Matthias Bachinger      | 110   | Segunda ronda         |
| 7        | Bandera de Japón    | Taro Daniel             | 125   | Segunda ronda         |
| 8        | Bandera de España   | Albert Montañés         | 126   | Primera ronda         |

### Otros participantes
Los siguientes jugadores recibieron una invitación (wild card), por lo tanto ingresan directamente al cuadro principal (WC):
- Andriej Kapaś
- Hubert Hurkacz
- Michał Dembek
- Vlad Victor Cornea

Los siguientes jugadores ingresan al cuadro principal tras disputar el cuadro clasificatorio (Q):
- Maxim Dubarenco
- Rogério Dutra Silva
- Axel Michon
- Artem Smirnov

## Campeones

### Individual Masculino
- Pablo Carreño Busta derrotó en la final a  Radu Albot, 6–4, 6–4

### Dobles Masculino
- Michail Elgin /  Mateusz Kowalczyk derrotaron en la final a  Julio Peralta /  Matt Seeberger, 3–6, 6–3, [10–6]